# Daughtery Peaks
Daughtery Peaks är en bergstopp i Antarktis. Den ligger i Östantarktis. Nya Zeeland gör anspråk på området. Toppen på Daughtery Peaks är 2 680 meter över havet.
Terrängen runt Daughtery Peaks är bergig åt nordväst, men åt sydost är den kuperad. Trakten är obefolkad. Det finns inga samhällen i närheten.